# Religia w Tanzanii
| Religia             | Pew Research Center, 2010 | Operation World, 2010 | World Christian Database, 2015 |
| ------------------- | ------------------------- | --------------------- | ------------------------------ |
| Chrześcijanie       | 61,4%                     | 54,1%                 | 56,1%                          |
| Protestantyzm       | 27,3%                     | 24,8%                 | 27,7%                          |
| Katolicyzm          | 31,8%                     | 27,1%                 | 25,6%                          |
| Muzułmanie          | 35,2%                     | 31,2%                 | 31,6%                          |
| Religie afrykańskie | 1,8%                      | 13%                   | 11,3%                          |
| Brak religii        | 1,4%                      | 0,4%                  | 0,4%                           |

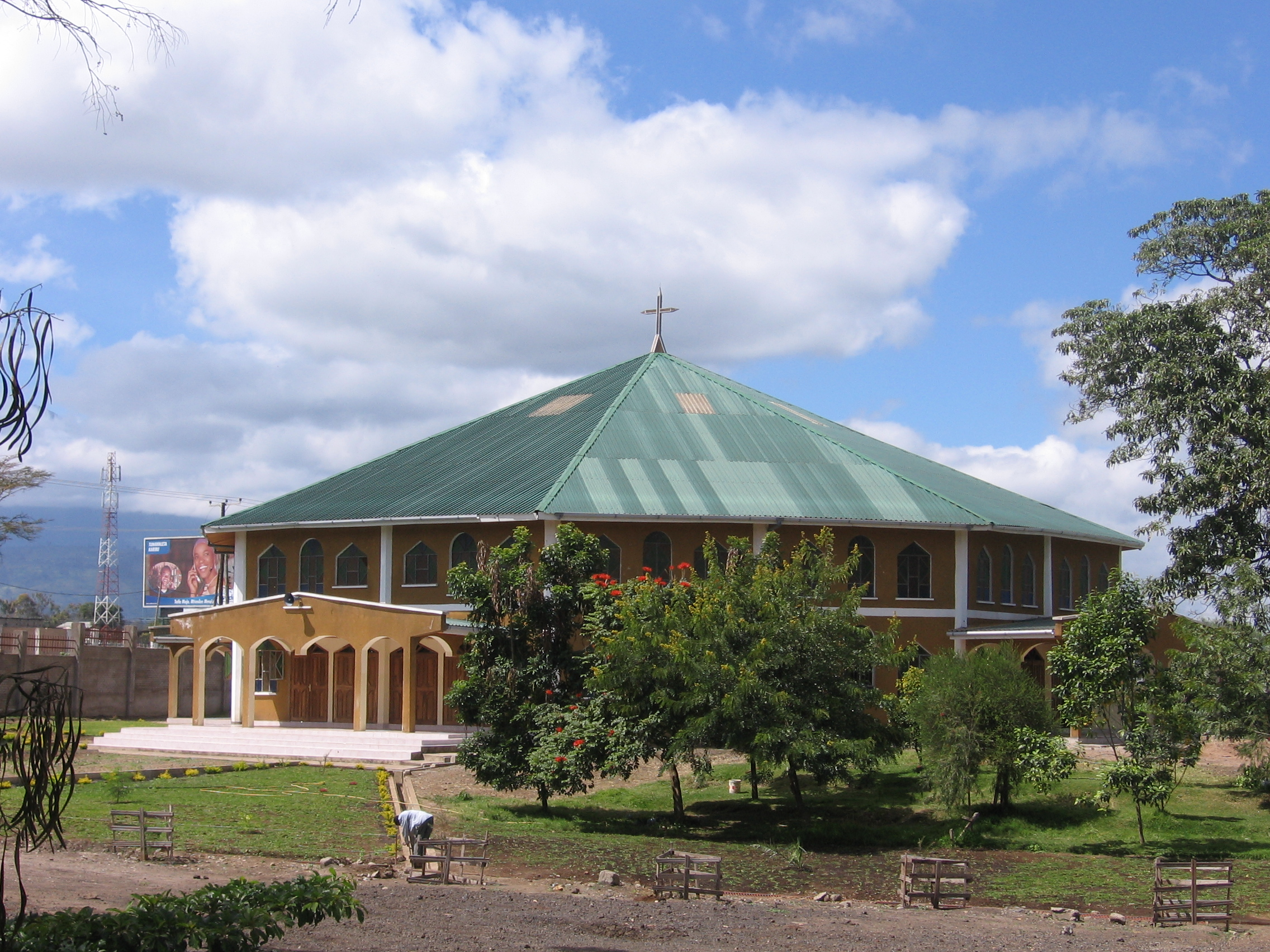
Katolicka katedra w Arusza

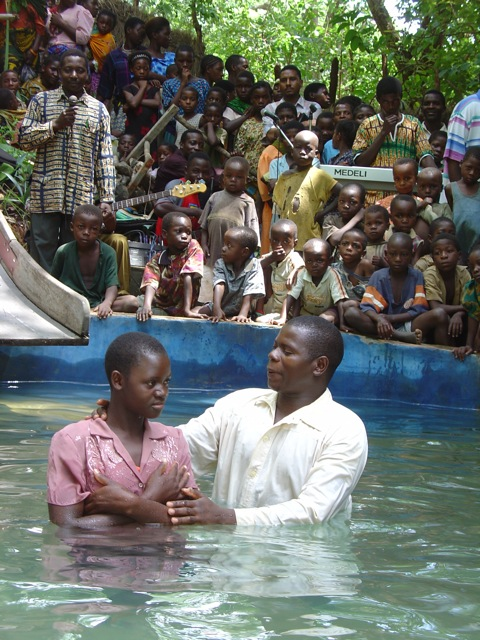
Protestancki chrzest we wsi Mbesa

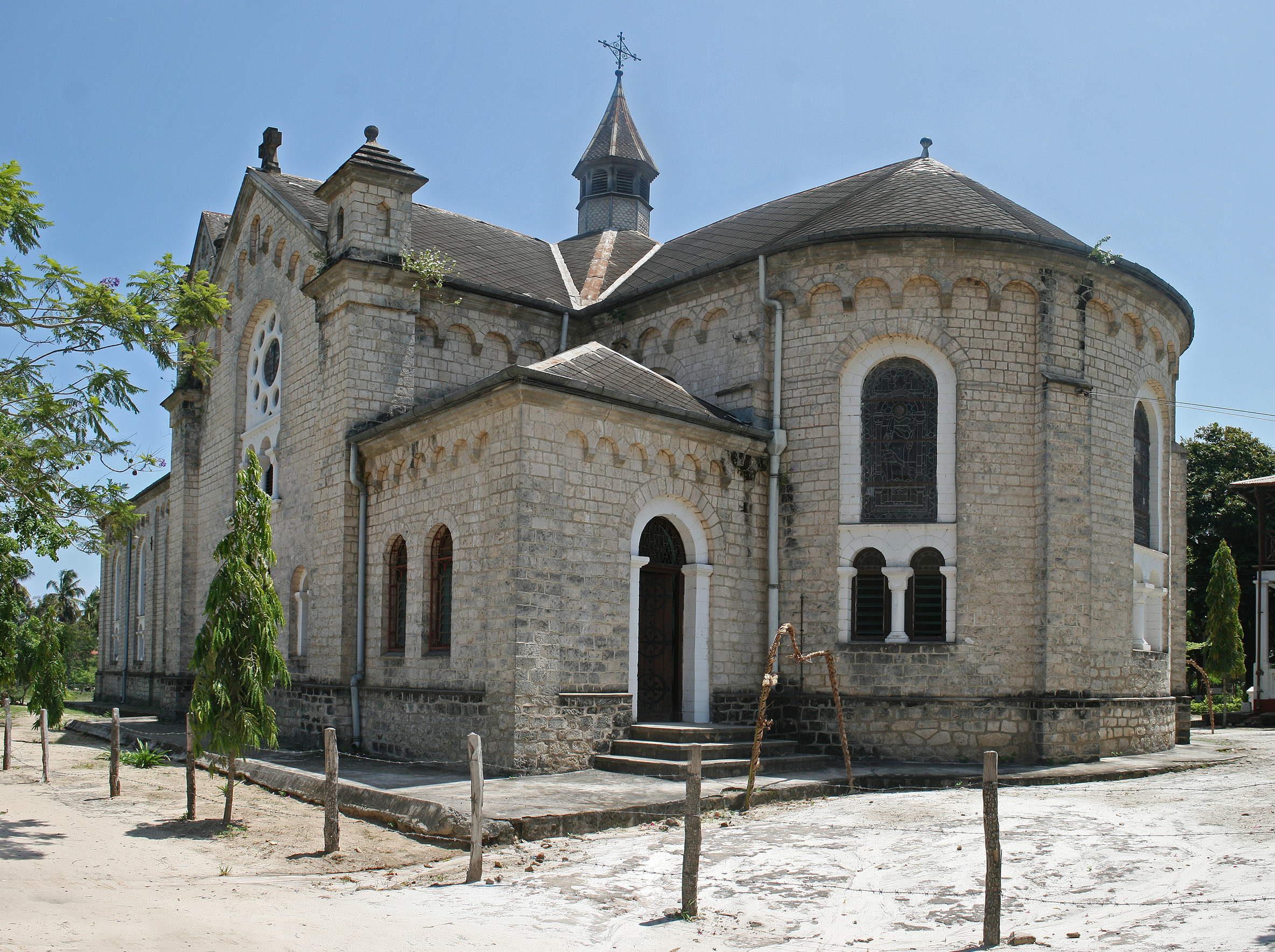
Katolicki kościół w Bagamoyo

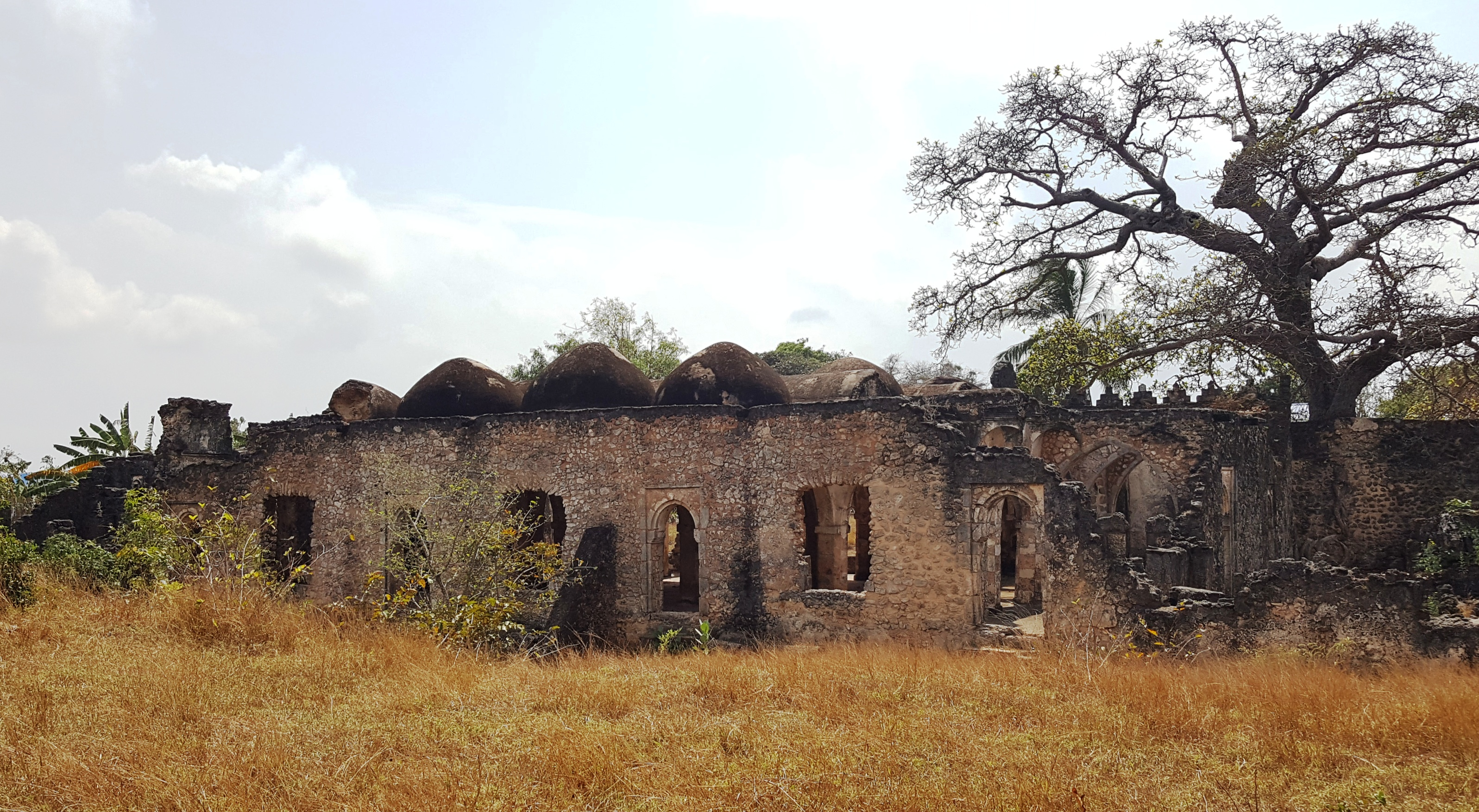
Ruiny Wielkiego Meczetu z Songo Mnara

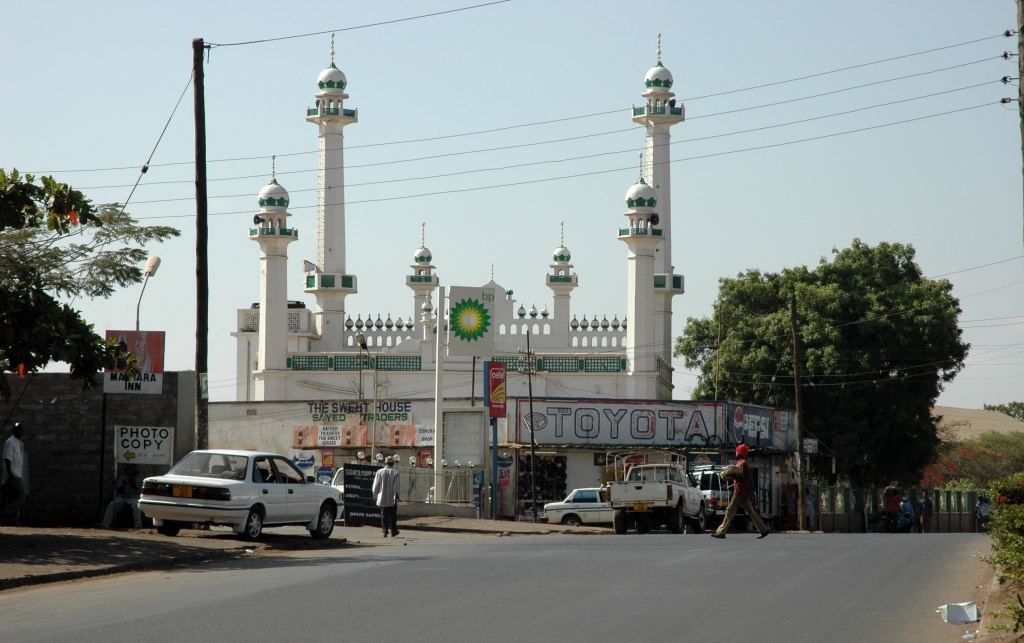
Meczet w Moshi

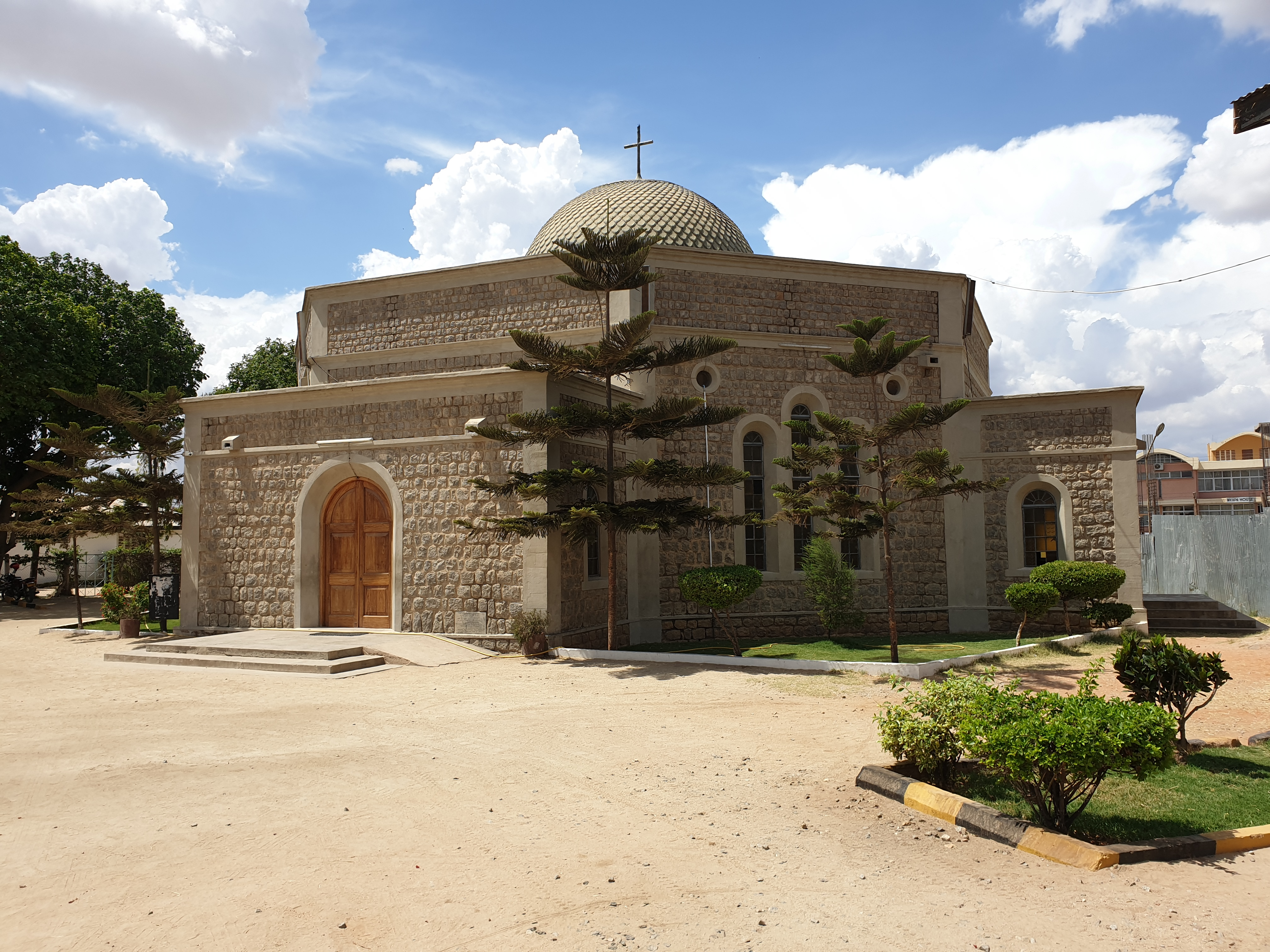
Anglikańska Katedra Ducha Świętego w Dodomie

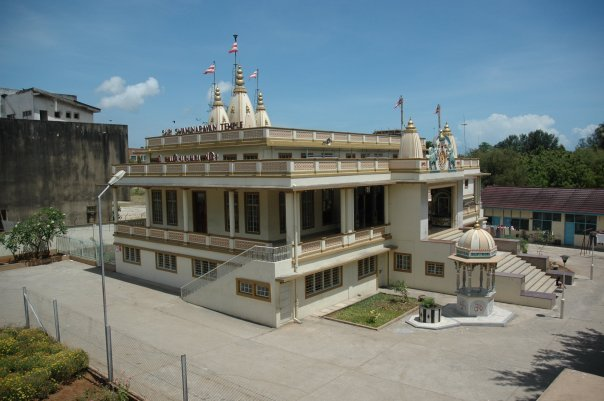
Hinduistyczna świątynia w Dar es Salaam

Spośród ludności Tanzanii, liczącej około 55 milionów ludzi, szacuje się, że około jedna trzecia to muzułmanie i co najmniej połowa to chrześcijanie. Znaczna część populacji praktykuje tradycyjne religie plemienne. Niewielki odsetek populacji wyznaje inne religie, głównie hinduizm i bahaizm.
Chrześcijańska populacja składa się głównie z rzymskich katolików i protestantów. Znaczna większość populacji muzułmańskiej to sunnici. Reszta wyznawców islamu to głównie grupy szyickie pochodzenia azjatyckiego.
Ustrój Tanzanii jest oficjalnie świecki, a konstytucja gwarantuje wolność wyznania. Państwo zabrania tworzenia partii politycznych opartych na religii. Pojawiają się jednak doniesienia o nadużywaniu wolności religijnej. Od czasu uzyskania niepodległości krajem rządzą na przemian prezydenci chrześcijańscy i muzułmańscy.

## Chrześcijaństwo
Wiele chrześcijańskich grup misyjnych przybyło na Zanzibar i do Tanzanii kontynentalnej w drugiej połowie XIX wieku. Wśród nich katolicy (Ojcowie Ducha Świętego w 1868 r. i Ojcowie Biali w 1875 r.), anglikanie (Misja Uniwersytetów w Afryce Środkowej w 1875 r. i Church Mission Society w 1876 r.) oraz niemieccy luteranie, którzy przybyli do Niemieckiej Afryki Wschodniej w latach 90. XIX wieku. Chrześcijaństwo na początku było najbardziej rozpoznawalne przez zakładanie szkół prowadzonych przez misje. W latach dwudziestych XX wieku po raz pierwszy przybyli misjonarze zielonoświątkowi.
Chrześcijańska społeczność jest mniej więcej po równo podzielona na katolików i protestantów. Chrześcijanie zamieszkują głównie w południowo-zachodniej i północno-środkowej części kraju.
Według Operation World wśród wyznań protestanckich przeważają: luteranie (7,5%), anglikanie (7,3%), zielonoświątkowcy (4,3%), baptyści (2%), adwentyści dnia siódmego (1%) i bracia morawscy (1%). Wśród innych grup chrześcijańskich sporą liczbę wyznawców posiadają także Kościół Nowoapostolski i Niezależny Kościół Afrykański.

### Kościół katolicki
Kościół rzymskokatolicki, koordynowany przez Konferencję Episkopatu Tanzanii (TEC), jest największą i najstarszą instytucją chrześcijańską w Tanzanii. Jego członkowie stanowią ponad jedną czwartą całkowitej populacji kraju. Pierwsi katoliccy misjonarze przybyli do Zanzibaru w 1863 r., a na stały ląd w roku 1868.
Kościół katolicki prowadzi ponad 100 przedszkoli, 235 szkół średnich, 75 ośrodków szkolenia zawodowego, 4 uniwersytety, oraz liczne seminaria teologiczne w 34 diecezjach. Kościół jest także głównym dostawcą opieki zdrowotnej: prowadzi szpital referencyjny, 5 szpitali regionalnych, 19 szpitali samorządowych, 29 szpitali wolontariackich, 94 ośrodków zdrowia i blisko 400 ambulatoriów.

### Inne chrześcijańskie
Mniejszą liczbę wyznawców w Tanzanii mają także: prawosławni, Świadkowie Jehowy (20 tys.), kwakrzy (3,1 tys.) i mormoni (1,8 tys.).

## Islam
Muzułmanie w Tanzanii żyją głównie wzdłuż kolonialnych szlaków handlowych i nad wybrzeżem na wschodzie kraju. Muzułmanie to również 99% ludności wyspy Zanzibar, czyli około miliona ludzi. Od IX wieku arabscy kupcy poślubiali miejscowe kobiety, przyjmowali nową kulturę, która rozwinęła się przez połączenie perskich i rdzennych elementów. Na skutek rozprzestrzenienia się islamu do wnętrza kraju powstały synkretyczne praktyki, łączące islam i tradycyjne wierzenia.
Poprzez odkrycia archeologiczne przybycie islamu do Afryki Wschodniej datuje się na VIII lub IX wieku n.e. Arabscy muzułmanie jako pierwsi zakładali centra handlowe na Zanzibarze i wzdłuż wybrzeży dzisiejszej Kenii i Tanzanii, a poprzez Ocean Indyjski czerpali zyski z przewozu złota, handlu kością słoniową i niewolnikami. W latach 40. XIX wieku arabscy i południowoazjatyccy kupcy dotarli aż na zachód, do Jeziora Tanganika.

## Konflikty
Po przejściu na emeryturę w 1985 roku prezydenta Juliusa Nyerere, zaczęły rosnąć napięcia między społecznościami muzułmańskimi i chrześcijańskimi. W 2011 roku media informowały o spaleniu trzech kościołów w regionie Mwanza, w następstwie sporu między społecznością muzułmańską i czterech ewangelistów, oskarżonych o spalenie Koranu, gdy modlili się o uzdrowienie muzułmańskiej kobiety.
Wiadomości All Africa w 2013 roku poinformowały, że zielonoświątkowy pastor Mathayo Kachili został ścięty przez tłum islamskich ekstremistów.
W raporcie z 2018 roku dalej odnotowywano zabójstwa osób oskarżonych o praktykowanie czarów. Odnotowano także ataki na kościoły i meczety, głównie w społecznościach wiejskich.

## Inne religie
Mniejszą liczbę wyznawców w Tanzanii mają także: sikhowie, buddyści i wyznawcy dźinizmu.

## Statystyki
Statystyki na 2010 rok, według książki Operation World, kiedy ludność Tanzanii wynosiła 45 mln:
| Religie/kościoły                                       | Liczba wiernych | Procent ludności |
| ------------------------------------------------------ | --------------- | ---------------- |
| Islam                                                  | 14 052 tys.     | 31,2%            |
| Kościół katolicki                                      | 12 207 tys.     | 27,1%            |
| Tradycyjne religie etniczne                            | 5 842 tys.      | 13,0%            |
| Ewangelicko-Luterański Kościół Tanzanii                | 3,4 mln         | 7,55%            |
| Kościół Anglikański Tanzanii                           | 3,3 mln         | 7,3%             |
| Konwencja Baptystyczna Tanzanii                        | 910 tys.        | 2,02%            |
| Stowarzyszenie Kościołów Zielonoświątkowych w Tanzanii | 880 tys.        | 1,95%            |
| Kościół Nowoapostolski                                 | 690 tys.        | 1,53%            |
| Niezależny Kościół Afrykański                          | 590 tys.        | 1,31%            |
| Kościół Adwentystów Dnia Siódmego                      | 455 tys.        | 1,01%            |
| Bracia morawscy                                        | 455 tys.        | 1,01%            |
| Zbory Boże                                             | 420 tys.        | 0,93%            |
| Hinduizm                                               | 405 tys.        | 0,9%             |
| Bahaizm                                                | 193 670         | 0,43%            |
| Kościół Boży (Cleveland)                               | 154,1 tys.      | 0,34%            |
| Kościół Mennonitów                                     | 133,4 tys.      | 0,3%             |
| Stowarzyszenie Ewangeliczno-Zielonoświątkowe           | 90 tys.         | 0,2%             |
| Zielonoświątkowy Kościół Świętości                     | 80 tys.         | 0,18%            |
| Zielonoświątkowe Zbory Boże                            | 70 tys.         | 0,16%            |
| Biblijne Stowarzyszenie Pełnej Ewangelii               | 58 tys.         | 0,13%            |
| Kościół Boży (Anderson)                                | 43,2 tys.       | 0,1%             |
| Kościół Poczwórnej Ewangelii                           | 31 tys.         | 0,07%            |
| Prawosławie                                            | 28 tys.         | 0,06%            |
| Świadkowie Jehowy                                      | 16 tys.         | 0,04%            |
| Sikhowie                                               | 13,5 tys.       | 0,03%            |